# Roberto Valarezo
Roberto Patricio Valarezo Romero (Machala, Ecuador; 17 de septiembre de 1991) es un futbolista ecuatoriano. Juega de volante y su equipo actual es Manta Fútbol Club de la Serie B de Ecuador.

## Clubes
| Club                  | País    | Año       |
| --------------------- | ------- | --------- |
| Deportivo Cuenca      | Ecuador | 2008-2009 |
| Río Amarillo          | Ecuador | 2010      |
| Deportivo Cuenca      | Ecuador | 2011-2013 |
| River Ecuador         | Ecuador | 2014      |
| Deportivo Quevedo     | Ecuador | 2015      |
| Deportivo Quito       | Ecuador | 2016      |
| Gualaceo S. C.        | Ecuador | 2016-2018 |
| Técnico Universitario | Ecuador | 2019      |
| Orense                | Ecuador | 2019-2020 |
| Aampetra              | Ecuador | 2021      |
| Manta F. C.           | Ecuador | 2022-act. |